# رئیس (فیلم ۲۰۱۳)
رئیس (به هندی: Boss)یا من رئیس هستم فیلمی محصول سال ۲۰۱۳ و به کارگردانی آنتونی دسوزا است. در این فیلم بازیگرانی همچون آکشی کومار، میتون چاکرابورتی، رونیت روی، شیو پاندیت، ادیتی رائو حیدری، جانی لور، دنی دنزونگپا، پاریکشیت سهنی، مشتاق خان ایفای نقش کرده‌اند.

## داستان
پسری به نام سوریا(آکشی کومار) به پدرش آقای سایاکانت علاقه شدیدی دارد و هرکسی به پدرش توهین کند از سوی او به شدت مجازات می‌شود. پدرش مدیر مدرسه است روزی یکی از همکلاسی‌ها به پدر او بی‌احترامی می‌کند و او آن دانش آموز را می‌زند پدرش با دیدن این صحنه ناراحت می‌شود و پسرش و دانش آموز دیگر را در اتاقی حبس می‌کند در پایان روز وقتی در اتاق را باز می‌کند با صحنه ای عجیب روبرو می‌شود او سوریا را می‌بیند که با چوبی در دست و پیراهنی خونین و آن دانش آموز دیگر که مرده‌است. سوریا به اتهام قتل به زندان می‌رود و پس از ۳ سال از زندان آزاد می‌شود اما پدرش او را طرد می‌کند.
سوریا جان رئیس بزرگ که رئیس خلافکاران است را نجات می‌دهد و از آن به بعد به او لقب رئیس را می‌دهند و دست راست راست او می‌شود. سال‌ها بعد شیو که برادر کوچکتر سوریا با مشکل مواجه می‌شود و در اثر انتقامجویی رئیس پلیس جانش در خطر قرار می‌گیرد برای همین ساتیکانت از سوریا که حالا فردی مشهور و ثروتمند شده کمک می‌خواهد و رئیس قبول می‌کند. رئیس جان شیو را نجات می‌دهد اما رئیس پلیس که آیوشمان تاکور نام دارد دوباره برای شیو پاپوش درست می‌کند و او را به زندان می‌اندازد. ساتیاکانت اما رئیس یعنی همان سوریا را مقصر می‌داند او قول می‌دهد تا برادرش را نجات دهد. پس از خروج سوریا از اتاق رئیس بزرگ به ساتیاکانت می‌گوید آیا طاقت شنیدن حقیقت را داری و وقتی با پاسخ مثبت او مواجه می‌شود به او می‌گوید آن دانش آموز را سوریا نکشته بلکه خود ساتیاکانت قاتل بوده‌است و وقتی او را به داخل اتاق هل داده‌است در اثر برخورد باشی نوک تیز مرده‌است و سوریا برای دفاع از پدرش صحنه سازی کرده‌است و قتل را برعهده گرفته‌است.
رئیس بزرگ و ساتیاکانت برای آزادی شیو به اتفاق هم به مقر پلیس می‌روند اما پیش از آن سوریا (رئیس) برادرش را آزاد کرده‌است وقتی آن‌ها از پاسگاه دور می‌شوند و در بین راه یک کامیون به دستور رئیس پلیس آیوشمان تاکور به آن‌ها برخورد می‌کند و ساتیاکانت به کما می‌رود. رئیس برای گرفتن انتقام پدرش آیوشمان تاکور را می‌کشد و ساتیاکانت که به هوش آمده‌است رئیس را می‌بخشد و در آغوش می‌گیرد.